# Ocnogyna parasita
Ocnogyna parasita là một loài bướm đêm thuộc phân họ Arctiinae, họ Erebidae.